# Гопуз
Гопуз (азерб. qopuz, тур. kopuz, туркм. gopuz) — тюркский народный струнный музыкальный инструмент, распространённый в Центральной Азии, Азербайджане и Турции.

## Происхождение
Гопуз упоминается в тюркском народном эпосе VII—IX веков Китаби Деде Коркуд.

## Виды гопуза

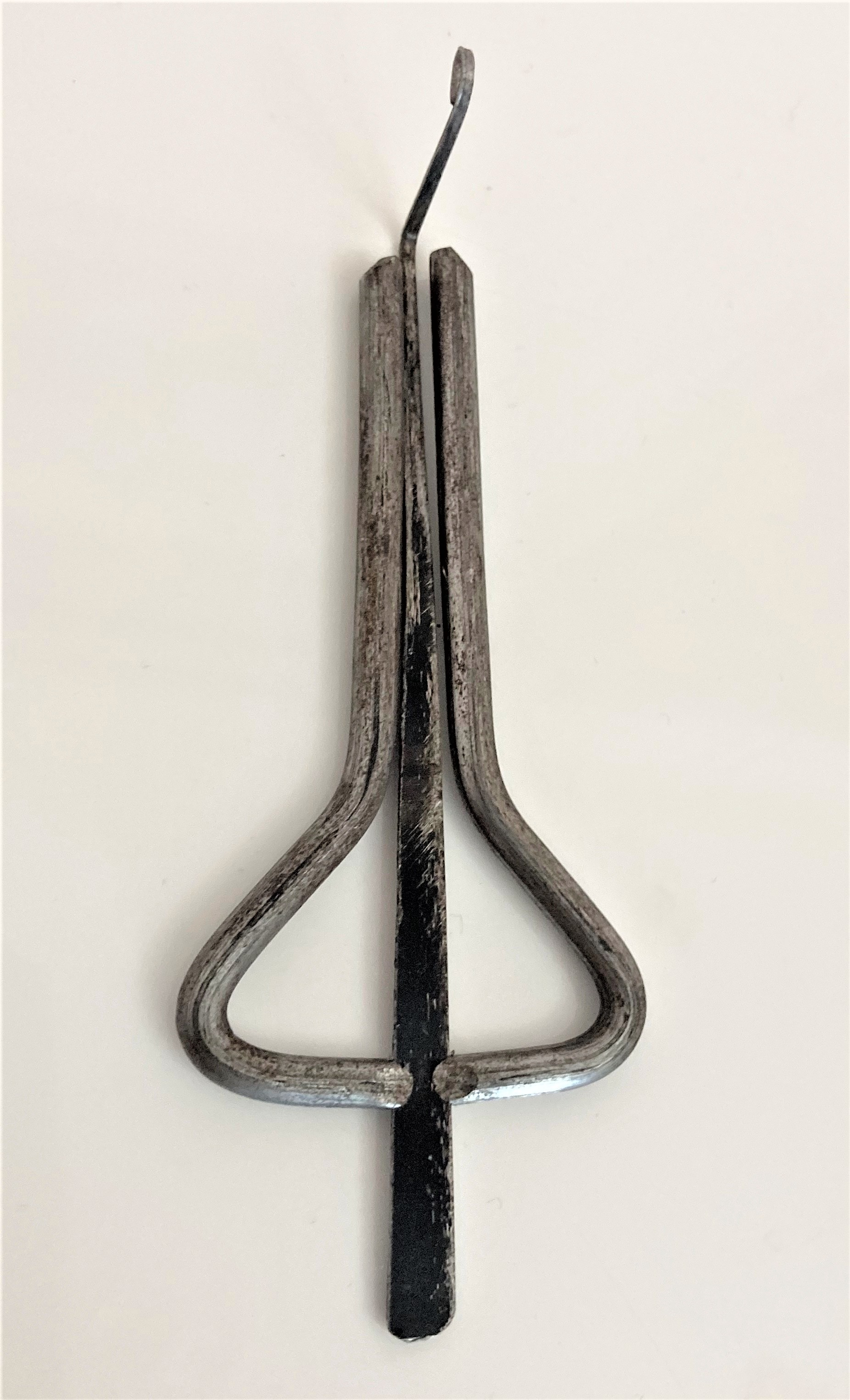
Туркменский гопуз (варган)

В настоящее время наиболее известны и распространены три вида гопуза: «Туркменский гопуз», «Гыл гопуз» или «Икилыг» и «Голча гопуз».
- «Туркменский гопуз» — струнный щипковый инструмент, оснащенный вибрирующим при игре язычком. Музыкант придерживает инструмент губами и одновременно манипулируя языком.  Туркменский гопуз является девичьим инструментом для исполнения пьес подражательного характера. Известен также под названием варган.
- «Гыл гопуз» — это двухструнный смычковый инструмент, распространённый в большей степени среди народов Центральной Азии (см. также кобыз, каракалп. qıl-qobız).
- «Голча гопуз» — это трёхструнный инструмент, считающийся предком современного саза. Корпус голча гопуза напоминает по строению корпус уда, но при этом он значительно меньше его по размерам. Корпус изготавливается методом цельного вытачивания. Его внешняя сторона на 2/3 покрывается кожей. Остальная часть верхней деки представляет собой тонкое деревянное покрытие. На короткий гриф гопуза навязывают ладки[2].

## Этимология
В целом, смысл слова понимается как «волшебное музыкальное звучание». В переводе с древнетюркского языка, слово «гоп» означает — высокий, возвышенный, а «уз» — голос.